# Campeonato Europeu de Atletismo em Pista Coberta de 2011 - Salto triplo masculino
A prova do salto triplo masculino do Campeonato Europeu de Atletismo em Pista Coberta de 2011 foi disputada entre os dias 4 e 6 de março de 2011 na AccorHotels Arena em Paris, França.

## Recordes
Antes desta competição, os recordes mundiais e do campeonato nesta prova eram os seguintes:
|                       | Nome            | Nacionalidade | Distância | Local   | Data                    |
| --------------------- | --------------- | ------------- | --------- | ------- | ----------------------- |
| Recorde mundial       | Teddy Tamgho    | França        | 17m 91cm  | Aubière | 20 de fevereiro de 2011 |
| Recorde do campeonato | Fabrizio Donato | Itália        | 17m 59cm  | Turim   | 7 de março de 2009      |
| Recorde europeu       | Teddy Tamgho    | França        | 17m 91cm  | Aubière | 20 de fevereiro de 2011 |

Os seguintes recordes foram estabelecidos durante esta competição: 
| Data       | Evento | Nome         | Nacionalidade | Distância | Notas           |
| ---------- | ------ | ------------ | ------------- | --------- | --------------- |
| 6 de março | Final  | Teddy Tamgho | França        | 17.92     | Recorde mundial |

## Medalhistas
| Ouro               | Prata                 | Bronze             |
| Teddy Tamgho (FRA) | Fabrizio Donato (ITA) | Marian Oprea (ROU) |

## Resultados

### Qualificação
Qualificação: 16,95m  (Q) ou os 8 melhores qualificados (q).  
| Posição. | Atleta               | Nacionalidade | 1ª    | 2ª    | 3ª    | Resultados | Notas           |
| -------- | -------------------- | ------------- | ----- | ----- | ----- | ---------- | --------------- |
| 1        | Teddy Tamgho         | França        | 17,06 |       |       | 17,06      | Q               |
| 2        | Yoann Rapinier       | França        | X     | 17,04 |       | 17,04      | Q,              |
| 3        | Marian Oprea         | Roménia       | 17,00 |       |       | 17,00      | Q               |
| 4        | Fabrizio Donato      | Itália        | 15,96 | 16,99 |       | 16,99      | Q               |
| 5        | Christian Olsson     | Suécia        | 16,79 | X     | 16,87 | 16,87      | q               |
| 6        | Dzmitrij Dziatsuk    | Bielorrússia  | 16,77 | 16,87 | 16,11 | 16,87      | q               |
| 7        | Daniele Greco        | Itália        | 16,19 | X     | 16,75 | 16,75      | q,              |
| 8        | Anders Møller        | Dinamarca     | 15,74 | 16,67 | 16,60 | 16,67      | q               |
| 9        | Karl Taillepierre    | França        | 16,49 | 16,00 | 16,62 | 16,62      |                 |
| 10       | Fabrizio Schembri    | Itália        | X     | 16,47 | 16,59 | 16,59      |                 |
| 11       | Jaroslav Dobrovodský | Eslováquia    | X     | 16,20 | 16,55 | 16,55      | Recorde pessoal |
| 12       | Yochai Halevi        | Israel        | 16,34 | 16,30 | 15,96 | 16,34      |                 |
| 13       | Vladimir Letnicov    | Moldávia      | 15,81 | 16,32 | X     | 16,32      |                 |
| 14       | Dimítrios Tsiámis    | Grécia        | 16,30 | 16,13 | 15,71 | 16,30      |                 |
| 15       | Momčil Karailiev     | Bulgária      | X     | 16,29 | X     | 16,29      |                 |
| 16       | Vicente Docavo       | Espanha       | 16,28 | 15,79 | 16,13 | 16,28      |                 |
| 17       | Sjarhej Ivanoŭ       | Bielorrússia  | 15,78 | 16,06 | 16,24 | 16,24      |                 |
| 18       | Elvijs Misans        | Letônia       | X     | 16,07 | 16,10 | 16,10      |                 |
| 19       | Jaanus Uudmäe        | Estónia       | 15,54 | X     | 16,07 | 16,07      |                 |
| 20       | Peder P. Nielsen     | Dinamarca     | 15,97 | X     | X     | 15,97      |                 |
| 21       | Zacharias Arnos      | Chipre        | X     | 15,76 | 15,77 | 15,77      |                 |
| 22       | Alin Anghel          | Roménia       | 15,66 | X     | X     | 15,66      |                 |
| 23       | Kristinn Torfason    | Islândia      | X     | 14,80 | X     | 14,80      |                 |

### Final
A final foi realizada às 16:25 no dia 6 de março de 2011.  
| Posição.          | Atleta            | Nacionalidade | 1ª    | 2ª    | 3ª    | 4ª    | 5ª    | 6ª    | Resultados | Notas                |
| ----------------- | ----------------- | ------------- | ----- | ----- | ----- | ----- | ----- | ----- | ---------- | -------------------- |
| Medalha de ouro   | Teddy Tamgho      | França        | 17,46 | 17,92 | 17,65 | 17,92 | X     | X     | 17,92      | Recorde mundial      |
| Medalha de prata  | Fabrizio Donato   | Itália        | X     | 17,70 | 15,50 | 17,73 | 17,49 | X     | 17,73      | Recorde nacional     |
| Medalha de bronze | Marian Oprea      | Roménia       | 17,62 | 17,43 | X     | X     | -     | 15,41 | 17,62      | Recorde da temporada |
| 4                 | Yoann Rapinier    | França        | 17,15 | 17,23 | X     | -     | X     | 16,76 | 17,23      | Recorde pessoal      |
| 5                 | Christian Olsson  | Suécia        | 17,20 | X     | X     | X     | 16,65 | X     | 17,20      | =                    |
| 6                 | Anders Møller     | Dinamarca     | X     | 16,38 | 16,31 | 16,41 | X     | 16,72 | 16,72      | Recorde da temporada |
| 7                 | Dzmitrij Dziatsuk | Bielorrússia  | 16,04 | 16,02 | 15,80 | 15,75 | 16,27 | 16,26 | 16,27      |                      |
| 8                 | Daniele Greco     | Itália        | 16,04 | 16,24 | X     | X     | 16,02 | X     | 16,24      |                      |

Legenda
| Recorde mundial       | Recorde mundial (World record)               |                       | Recorde africano                      | Recorde africano (African) |                                           | Q | Classificado por posição (Qualified) |
| Recorde do campeonato | Recorde do campeonato (Championship record)  | Recorde da América    | Recorde da América (Americas)         | q                          | Classificado por melhor tempo (Qualified) |   |                                      |
| Melhor marca do ano   | Melhor marca do ano (World leading)          | Recorde asiático      | Recorde asiático (Asian)              | DNS                        | Não largou (Did not start)                |   |                                      |
| Recorde nacional      | Recorde nacional (National record)           | Recorde europeu       | Recorde europeu (European)            | DNF                        | Não terminou (Did not finish)             |   |                                      |
| Recorde pessoal       | Recorde pessoal do atleta (Personal best)    | Recorde da Oceania    | Recorde da Oceania (Oceania)          | DSQ / DQ                   | Desclassificado (Disqualified)            |   |                                      |
| Recorde da temporada  | Recorde da temporada do atleta (Season best) | Recorde sul-americano | Recorde sul-americano (South America) | NM                         | Sem marca (No mark)                       |   |                                      |